# Kristalizacija
Kristalizacija je nastajanje kristala u kojem se osnovne čestice (atomi, ioni ili molekule) pravilno slažu u prostoru stvarajući kristalnu rešetku. U prirodi kristali mogu nastati na različite načine: iz vodene i drugih otopina pri običnoj temperaturi (na primjer kamena sol, gips i niz drugih soli iz mora ili jezera), iz vrućih otopina, hidrotermi (na primjer rudni minerali sulfidne skupine), iz silikatne taline, magme, iz koje kristalizira glavnina takozvanih primarnih petrogenih minerala kao što su silikati, kremen i neki rudni minerali, iz plinovitoga stanja (na primjer snježne pahulje iz vodene pare, sumpor iz vulkanskih plinova), iz čvrstoga stanja (na primjer starenjem ili zagrijavanjem nestabilnoga stakla), iz gustih agregata katkad kod visokih temperatura, nižih od tališta, kada polako nastaju krupnijezrnati agregati (na primjer mramor iz gustoga vapnenca, zrnate metamorfne stijene iz gustih sedimenata).
Kristalizacija započinje kada se dosegne prezasićeno stanje, to jest kada koncentracija tvari postane veća od ravnotežne, što se najčešće postiže hlađenjem otopine, taline, pare ili plina ili smanjenjem količine otapala u otopini. Proces ovisi o fizikalnim i kemijskim svojstvima tvari, o sredini u kojoj kristal raste, o primjesama i temperaturi. Ako za kristalizaciju ima dovoljno prostora i ako ona teče polagano, bez primjesa koje bi otežavale rast kristala, oblikovat će se jedinični kristal (monokristal) kao pravilno geometrijsko tijelo. Ako nema uvjeta za nesmetanu kristalizaciju, mjesto jediničnih kristala razvit će se kristalni agregati, nakupine sitnih kristala koje kao cjelina nemaju pravilan oblik. Tako, na primjer, već prema uvjetima, tvari mogu kristalizirati u obliku iglica (viskeri), razgranati se poput biljke (dendriti) ili rasti u obliku tankih slojeva. Bez obzira na različitost oblika, unutarnja građa svakoga pojedinoga kristalnoga tijela zadržat će isti prostorni poredak osnovnih čestica kao i u idealnome jediničnome kristalu. Prirodne tvari, minerali, najčešće rastu u obliku agregata i drugih posebnih oblika, a rjeđe kao pravilni jedinični kristali.

## Vrste kristalizacije
Razvojem instrumentalnih tehnika razvile su se i laboratorijske i tvorničke metode za rast jediničnih kristala potrebnih u znanosti i tehnici, posebno u elektronici. Kristalizacijom iz taline mogu se dobiti jedinični kristali mase i nekoliko kilograma. Prema metodi J. Czochralskoga (poljski kemičar, 1885. – 1953.), polirana kristalna ploha maloga kristalnoga zrna dodiruje talinu osnovnog materijala iz kojega treba dobiti jedinični kristal. Polaganim jednolikim podizanjem zrna, katkad brzinom manjom od 1 milimetar na sat, postiže se kontinuirani rast jediničnoga kristala iste kristalne orijentacije kao i u početnome zrnu. Ta je metoda najpovoljnija za kristalizaciju većine metala i slitina te za neke poluvodičke materijale (germanij, silicij). 
Bridgmanova metoda (Percy Williams Bridgman, američki fizičar, 1882. – 1961.) služi uglavnom za kristalizaciju tvari koje se rabe kao dvokomponentni i višekomponentni poluvodiči. Talina osnovnoga materijala spušta se polagano iz toplijeg u hladniji dio peći i pritom kristalizira. Temperatura toplijega dijela treba biti samo nekoliko stupnjeva viša od tališta materijala, a hladnijega dijela niža od tališta. 
Verneuilovom metodom (Auguste Verneuil, francuski kemičar, 1856. – 1913.) dodaje se fini prašak na rastaljenu površinu malog ishodnoga kristala, koji zatim raste u obliku stožastoga jediničnoga kristala. Metoda se primjenjuje za materijale visokih tališta kao što su feriti, granati i umjetni rubini. Za rast velikih kristala iz vodenih otopina služe posude sa zasićenom otopinom tvari koja kristalizira, uz dodatak malih kristalnih jezgara. Malom promjenom temperature, najčešće snižavanjem, povećava se prezasićenost otopine, pa kristalne jezgre kontrolirano rastu. Tako se mogu prirediti veliki monokristali tehnički važnih piroelektričnih i piezoelektričnih tvari. Posebno je važna kristalizacija silicijeva dioksida, to jest priređivanje umjetnih jediničnih kristala kremena, iz alkalne vodene otopine u autoklavima s temperaturnim gradijentom. U početku se polikristalni materijal nalazi u zasićenoj otopini u vrućem dijelu autoklava, a kristalne jezgre u njegovu hladnom dijelu, pa prenos materijala i rast kristala nastaje zbog temperaturne razlike. Najveća temperatura u autoklavu iznosi do 400 °C, a tlak oko 100 MPa.

### Nastanak kristalnog zrna metala
Kada se čisti metal ohladi ispod svoje kritične temperature topljenja (talište),stvaraju se mnogobrojne klice međusobnim vezivanjem sporokrećućih atoma (centri kristalizacije). Centrom kristalizacije naziva se grupa atoma koji formiraju najmanju česticu faze sposobnu dalje da raste.
Pojava prijelaza iz tekućeg u čvrsto stanje naziva se kristalizacija. Za razliku od amorfnih tijela, koja se postupno stvrdnjavaju tokom naglog hlađenja, metali kristaliziraju pri konstantnoj temperaturi, koja se naziva kritična temperatura fazne pretvorbe. Opća teorija kristalizacije tekućina dopušta mogućnost jakog pothlađenja rastvora, pri kojem broj klica i brzina rasta kristala postaju jednaki nuli, tako da se tekućina zgusne, pretvarajući se u staklasti materijal, tj. ne podliježući kristalizaciji.
Oblik kristalnog zrna ovisi od stvarnim uslovima kristalizacije: brzine i smjera odvođenja topline, postojanja nerastvorljivih čestica, stupnja podhlađenja, brzine pojave kristalizacije, strujanja otopine itd. Da bi kristal imao pravilan oblik potrebno je lagano hlađenje, mali broj centara kristalizacije, neometan rast u svim pravcima itd. Kako se ovo veoma rijetko ostvaruje, kristal obično ima nepravilan oblik i ravni kristala rastu nejednakim brzinama. Odvođenje topline pri hlađenju se odvija kroz čvrstu i tekuću (talina) fazu. Kako odvođenje topline nije jednako u svim pravcima, rast kristala će biti brži na onim graničnim površinama koje imaju nižu temperaturu od temperature tekuće faze. Na brzinu rasta kristala utiču i primjese. Najme, one se mogu apsorbirati na površini određenih ravnina i usporiti njihov rast izazivajući nepravilan oblik kristala. Posljedica svega ovoga je da se iz centra kristalizacije razvijaju u pravcima najbržeg rasta grane kristala. Iz njih se također razvijaju nove grane pod određenim uglom. Ovakav rast kristala naziva se dendritski, a kristali dendriti.

## Primjena
U kemijskoj procesnoj industriji kristalizacija je toplinski separacijski proces u kojem se čvrsta faza hlađenjem izdvaja iz kapljevite ili parovite faze, ili iz taline. U praksi je najčešća kristalizacija iz kapljevite faze, iz otopine. Zbog toga se industrijska kristalizacija provodi u kristalizatorima, a to su isparivači s uređajima za skupljanje i izdvajanje izlučenih kristala, ili su to velike posude u kojima se otopina miješa i zrakom ili vodom hladi. Dobiveni sirovi kristali izdvajaju se iz otopine taloženjem, filtracijom ili centrifugiranjem, ispiru se otapalom i suše. Veličina, oblik i čistoća kristala ovise o uvjetima provedbe procesa (temperatura, tlak, stupanj prezasićenja, brzina hlađenja).